# Neil Aspin
Neil Aspin (Gateshead, 12 aprile 1965) è un allenatore di calcio ed ex calciatore inglese, di ruolo difensore.

## Biografia
Era soprannominato Skull (Teschio) a causa della precoce perdita dei capelli che aveva subito.

## Caratteristiche tecniche

### Giocatore
Poteva giocare sia come difensore centrale che come terzino destro.

### Allenatore
In molti dei club che ha allenato il suo stile di gioco è stato caratterizzato da una particolare cura della fase difensiva delle sue squadre.

## Carriera

### Giocatore
Aspin iniziò a giocare nelle giovanili del Leeds Utd (il club per cui tifava fin da bambino) e, il 20 febbraio 1982, scendendo in campo nella partita del campionato inglese di prima divisione persa per 2-0 in casa contro l'Ipswich Town, divenne il secondo pià giovane debuttante nella storia del club dietro a Peter Lorimer, con un'età di 16 anni, 10 mesi e 9 giorni; curiosamente, nonostante una carriera quasi ventennale, questa si rivelò anche essere la sua unica presenza in carriera in prima divisione: al termine della stagione il Leeds United retrocede infatti in seconda divisione, categoria in cui pur essendo ancora un teenager Aspin nella stagione 1982-1983 viene schierato con buona regolarità dal neoallenatore Eddie Gray, giocando 15 partite di campionato. Nella stagione successiva continua a scendere in campo con regolarità (21 presenze totali) ed il 17 marzo 1984 nella vittoria casalinga per 2-1 contro il Grimsby Town realizza la sua prima rete in carriera tra i professionisti. Nella stagione 1983-1984, all'età di 19 anni, inizia poi a giocare da titolare, disputando 32 partite di campionato; mantiene il posto in squadra anche per le successive quattro stagioni, tutte trascorse in seconda divisione, con anche una finale play-off persa (nella stagione 1987-1988). In totale mette a segno 5 reti in 210 partite di campionato (e 6 reti in 244 presenze fra tutte le competizioni ufficiali) con il Leeds United.
Nell'estate del 1989 viene ceduto per 150000 sterline al Port Vale di John Rudge, a sua volta militante in seconda divisione dopo la promozione ottenuta nella stagione 1988-1989; nella sua prima stagione con i Valiants gioca 42 partite di campionato, ed a fine stagione viene anche nominato capitano del club. Anche nella stagione seguente e nella stagione 1990-1991, che il club conclude con una retrocessione in terza divisione, Aspin continua a giocare regolarmente da titolare. Trascorre poi due stagioni consecutive in questa categoria: nella prima vince un Football League Trophy, mentre nella seconda, grazie alla vittoria dei play-off (dopo aver perso la finale l'anno precedente), conquista una promozione in seconda divisione. Anche in questo biennio mantiene fisso il posto da titolare e la fascia da capitano. Nelle cinque stagioni successive gioca poi in seconda divisione con il Port Vale, scendendo tra l'altro in campo anche nella finale della Coppa Anglo-Italiana 1995-1996, persa contro il Genoa. Nel gennaio del 1999 John Rudge, l'allenatore che l'aveva voluto in squadra dieci anni prima, viene esonerato e sostituito in panchina da Brian Horton, che al termine della stagione cede Aspin al Darlington, club di quarta divisione: lascia così il Port Vale dopo complessive 410 presenze e 3 reti fra tutte le competizioni ufficiali (tra cui 353 presenze e 3 reti in partite di campionato, la maggior parte delle quali in seconda divisione). Con il Darlington gioca in totale 53 partite di campionato, 3 delle quali nei play-off della Third Division 1999-2000, in cui i Quakers perdono la finale per la promozione in terza divisione per 1-0 contro il Peterborough Utd (per Aspin si tratta della terza finale play-off persa su altrettante giocate in carriera, dal momento che nella stagione 1993-1994, in cui il Port Vale vinse la finale, lui non scese in campo nella finale stessa). Lascia poi il Darlington nel gennaio del 2001 per passare all'Hartlepool Utd, con cui rimane fino a fine stagione giocando in totale altre 10 partite in quarta divisione, grazie alle quali arriva ad un bilancio totale (play-off inclusi) di 626 presenze e 8 reti nei campionati della Football League.
Nell'estate del 2001 Aspin, pur se svincolato ed ormai trentaseienne, non smette però di giocare: scende infatti in Northern Premier League First Division (settima divisione) ai semiprofessionisti dell'Harrogate Town, dove è contemporaneamente giocatore e vice allenatore; nella sua prima stagione il club vince il campionato e viene promosso in Northern Premier League (sesta divisione), categoria in cui Aspin milita nel biennio successivo: nella stagione 2003-2004, che è la sua ultima in carriera, gioca in realtà in modo molto sporadico, concentrandosi prevalentemente sul ruolo di vice allenatore su richiesta dell'allenatore John Reed.

### Allenatore
Il 18 gennaio 2005, dopo alcuni mesi lontano dal mondo del calcio, torna all'Harrogate Town (che nel frattempo era stato ammesso al neonato campionato di Conference North, che era sempre il sesto livello del calcio inglese) come allenatore; qui, conclude la sua prima stagione mancando di un punto la qualificazione ai play-off, che viene comunque conquistata nella stagione successiva. Una volta qualificatosi, l'Harrogate Town viene poi eliminato in semifinale dagli Stafford Rangers con il punteggio di 1-0. In questa stagione il club gioca tra l'altro anche la prima partita ufficiale della sua storia contro un club della Football League: si tratta del primo turno della FA Cup 2005-2006, concluso con pareggio per 1-1 contro il Torquay Utd, club di quarta divisione, che riesce poi a passare il turno al replay vincendo per 6-5 ai calci di rigore dopo un ulteriore pareggio, questa volta con il punteggio di 0-0. Aspin allena l'Harrogate Town per altre tre stagioni, in cui conquista nell'ordine due sesti ed un decimo posto in classifica, dopo il quale si dimette con la motivazione che, con il budget a disposizione, era a suo modo di vedere impossibile ottenere risultati migliori.
Già pochi giorni dopo le dimissioni viene ingaggiato dall'Halifax Town, club di Northern Premier League Division One North (ottava divisione); nella sua prima stagione vince il campionato, con conseguente promozione in Northern Premier League (settima divisione). Nell'estate del 2010 porta in squadra per 15000 sterline il ventitreenne Jamie Vardy, che in seguito giocherà in Premier League (vincendovi anche un titolo di capocannoniere) e nella nazionale inglese; oltre a Vardy, riporta in squadra a titolo definitivo l'altro attaccante Lee Gregory, che aveva giocato in prestito all'Halifax Town la parte finale della stagione 2009-2010, e che a sua volta in seguito diventerà un professionista, arrivando a giocare diverse stagioni in seconda divisione. Riesce così per il secondo anno di fila a vincere il campionato, conquistando così la promozione in Conference North; nell'estate del 2010 cede Vardy al Fleetwood Town per 500000 sterline, ma nonostante questo sfiora una terza promozione consecutiva: l'Halifax Town termina infatti il campionato al terzo posto in classifica, perdendo però la semifinale play-off contro il Gainsborough Trinity con un punteggio aggregato di 3-2. La promozione in Conference National (quinta divisione e più alto livello calcistico inglese al di fuori della Football League) arriva comunque al termine della stagione 2012-2013, grazie alla vittoria per 1-0 nella finale play-off contro il Brackley Town; in questa stagione vince inoltre la West Riding County Cup, sconfiggendo in finale il Guiseley con il punteggio di 1-0. Nella stagione 2013-2014, pur essendo reduce da tre promozioni in quattro anni, Aspin conquista grazie al quinto posto in classifica una nuova qualificazione ai play-off, nei quali arriva poi un'eliminazione in semifinale per mano del Cambridge Utd con il punteggio di 2-0; la stagione 2014-2015 si apre invece con cinque vittorie nelle prime sei partite di campionato, a cui fa seguito un campionato trascorso integralmente a lottare per la promozione ma concluso al nono posto in classifica a causa di una sola vittoria conquistata nelle ultime quindici giornate. In questa stagione Aspin, che nell'ottobre del 2014 aveva rinnovato il contratto che lo legava all'Halifax Town per ulteriori due stagioni, scende peraltro in campo come giocatore giocando 21 minuti nella partita di West Riding County Cup persa per 3-0 sul campo del Guiseley il 1º ottobre 2014.
Il 17 settembre 2015, dopo aver conquistato una vittoria nelle prime dieci giornate di campionato, viene a sorpresa esonerato, con la motivazione di un lungo periodo di carenza di risultati che si trascinava dal febbraio del 2015; il successivo 27 novembre viene ingaggiato con un contratto di un anno e mezzo dal Gateshead, altro club della medesima categoria, nonché club della sua città natale. Rimane in carica fino al 4 ottobre 2017 quando, dopo un nono ed un ottavo posto in classifica nelle due stagioni precedenti, si dimette dall'incarico per firmare un contratto fino al termine della stagione 2018-2019 con il Port Vale, suo ex club, dove richiama con sé con un ruolo da consulente il suo vecchio allenatore e mentore John Rudge. I Valiants, al suo arrivo sulla panchina del club, occupavano la ventiduesima posizione in classifica nel campionato inglese di quarta divisione: Aspin nel mese di ottobre 2017, ovvero il suo primo in carica, conquista tre vittorie in cinque partite, rendimento che comunque non riesce a mantenere nel seguito della stagione: complice però anche una buona striscia da tredici punti in cinque partite (compresa una vittoria per 4-0 contro il Luton Town primo in classifica e futuro vincitore del campionato) nel mese di dicembre, riesce comunque a conquistare la salvezza con un ventesimo posto in classifica. Il 30 gennaio 2019, complice anche una striscia di risultati negativa nel mese di dicembre 2018, si dimette a quindici mesi di distanza dal suo arrivo nel club, con la squadra che si trovava comunque al di fuori della zona retrocessione in campionato.

## Palmarès

### Giocatore

#### Competizioni nazionali
- Football League Trophy: 1

Port Vale: 1992-1993

#### Competizioni regionali
- Northern Premier League Division One: 1

Harrogate Town: 2001-2002

### Allenatore

#### Competizioni nazionali
- Northern Premier League: 1

Halifax Town: 2010-2011

#### Competizioni regionali
- Northern Premier League Division One North: 1

Halifax Town: 2009-2010
- West Riding County Cup: 1

Halifax Town: 2012-2013